# Gericht Langenselbold
Das Gericht Langenselbold (auch: Amt Langenselbold) war im Mittelalter und in der frühen Neuzeit ein Amt in der südlichen Wetterau und gehörte überwiegend zur Grafschaft Isenburg.

## Geografische Lage
Das Gericht Langenselbold lag östlich von Hanau und westlich von Gelnhausen an der Gründau, die westlich der heutigen Stadt in die Kinzig mündet, im Südosten der Wetterau.

## Geschichte

### Mittelalter
Ursprünglich gehörte das Gericht Langenselbold zum Territorium von Kurmainz, das es 1426 zu einem Drittel an die Grafen von Hanau verpfändete. Diese Pfandschaft wurde 1476 von den Grafen von Isenburg eingelöst und gehörte seitdem zu deren Grafschaft.

### Frühe Neuzeit
1645 wurde das Gericht Langenselbold mit dem isenburgischen Amt Ronneburg zusammengefasst. Amtssitz war zwischen 1645 und 1698 die Burg Ronneburg, danach wurde er wieder nach Langenselbold verlegt. Ausgenommen von dem Zusammenschluss blieb die untergeordnete Gerichtsbarkeit, doch lag die Finanzverwaltung nun in der Hand eines gemeinsamen Amtskellers.

### 19. Jahrhundert

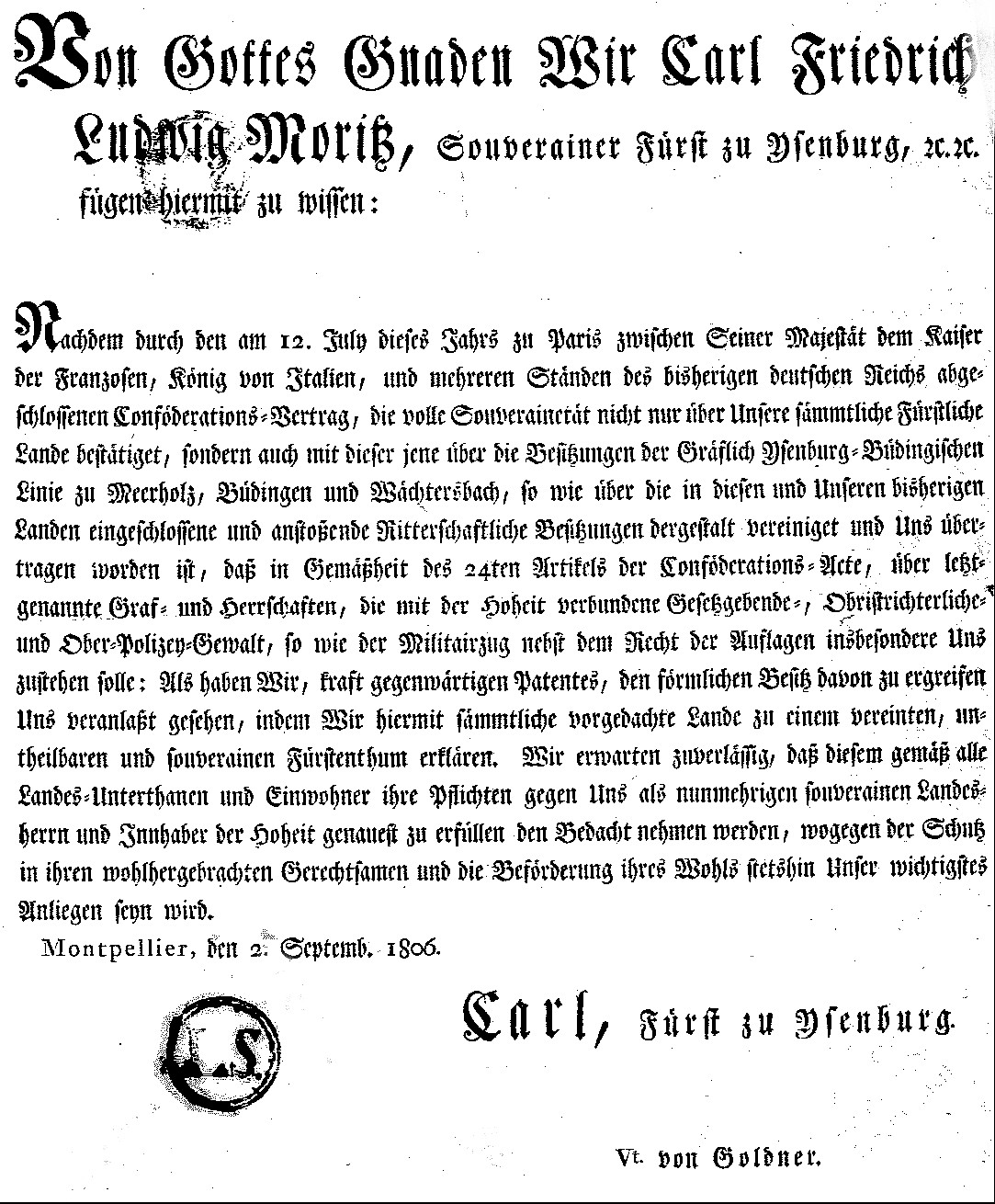
Plakat über die Vereinigung aller Isenburgischen Lande 1806,
Hessisches Staatsarchiv Darmstadt

Als das (Reichs-)Territorium der Isenburger (am 23. Mai 1744 war der Birsteiner Graf zum Fürsten avanciert) Mitglied des Rheinbundes geworden war (souverainer Fürst über alle isenburgische Lande), wurde auch das Amt Langenselbold Bestandteil des neuen Staates. Letztendlich entging das kleine Fürstentum aber der Mediatisierung doch nicht: Der nördlich des Mains gelegene Teil war zunächst österreichisch, später dann großherzoglich-hessisch. Der Großherzog von Hessen (Hessen-Darmstadt) einigte sich jedoch mit dem Kurfürsten von Hessen (Hessen-Kassel) 1816 auf eine Teilung des Gebiets. Das Gebiet des Gerichts Langenselbold kam zum Kurfürstentum Hessen. Allerdings behielten die Isenburg-Birsteiner als Standesherren auch nach der Verwaltungsreform 1821 weiter Hoheitsrechte. Der Landrat (damals Kreisrat) nahm hier nur die landespolizeilichen Aufgaben wahr, sowie die Finanz- und Militärangelegenheiten. Außerdem stand dem Fürsten zu Isenburg in Birstein (das Gericht Selbold gehört zu Isenburg-Birstein), die Patrimonialgerichtsbarkeit zu. Diese Sonderrechte wurden den Standesherren (endgültig) erst 1849 in Folge der Revolution von 1848 genommen.
Im Kurfürstentum Hessen kam es 1821 zu einer umfassenden Verwaltungsreform durch eine kurfürstliche Verordnung, nach der Territorialreform kam das Amt Langenselbold zum Kreis Gelnhausen (Es hatte damals 4498 Einwohner). Die Verwaltungsreform enthielt jedoch nicht nur eine Territorialreform, sondern auch eine Funktionalreform: Justiz und Verwaltung wurden getrennt. Die Verwaltung (§§ 58 ff. der Verordnung Von den Ober- und Unterbehörden für die innere Landes-Verwaltung) war dreistufig ([Provinz-] Regierung, Kreisrath (später Landrat) in den Kreisen und verwaltende Ortsbehörden): in den Städten die Bürgermeister, in Flecken und Dörfern die (Hoheits-)Schultheißen. Die Justiz (§§ 36 ff. der Verordnung Von den Justiz-Behörden) gliederte sich in drei Instanzen: das Ober-Appellations-Gericht als oberster Gerichtshof (mit einem Civil-Senat und einem Criminal-Senat) in Cassel, die Ober-Gerichte in jeder Provinz-Hauptstadt (Kassel, Marburg, Fulda und Hanau) und in der (Landes-)Universität Marburg (jedoch nur noch für Studenten, nicht mehr – wie vorher – für Professoren und anderes Universitätspersonal) und die Unter-Gerichte: Landgerichte für die Städte und Umkreise (von ungefähr drei Stunden) für Cassel, Rinteln, Marburg, Fulda, Hersfeld und Schmalkalden, sowie Hanau und die bisherigen Justizämter. Für alle Untergerichte wurde eine demnächst zu erlassende neue Abtheilung der Gerichtsbezirke angekündigt (§ 49 der Verordnung). Daneben gab es besondere Forst-Strafbehörden, weil die großen zusammenhängenden Wälder nicht zu den Gemarkungen der Dörfer gehörten (heutige Bezeichnung: gemeindefreie Gebiete, davon gibt es heute nur wenige, die meisten sind Ende des 19. und besonders Anfang bis Mitte des 20. Jahrhunderts in die Dorfgemarkungen eingegliedert worden).
Gerichte und Ämter im älteren Sinne gab es nicht mehr, in der Justiz gab es Justizämter, in der Verwaltung konnte man die Bezeichnung Kreisämter noch finden. Zum 1. Januar 1830 kam es zu einer Neugliederung der Verwaltung im Kinzigtal: Der Kreis Salmünster wurde aufgelöst, ein Teil seines Gebietes kam zum Kreis Gelnhausen. Das Amt Langenselbold kam an den Kreis Hanau. Das Kurfürstentum Hessen stand im Deutschen Krieg 1866 auf der Verliererseite und wurde von der preußischen Monarchie (= Königreich Preußen) annektiert. Preußen behielt die kurhessische Kreiseinteilung weitgehend bei (Liste der Kreise in der Provinz Hessen-Nassau). Nach dem Zweiten Weltkrieg wurde das Gebiet des ehemaligen Amts Langenselbold Bestandteil des neu gebildeten Landes Hessen. Im Zuge der Gebietsreform in Hessen wurde es am 1. Juli 1974 Teil des Main-Kinzig-Kreises.
Viele Standesherren hatten schon vorher freiwillig auf ihre (Standesherren-)Gerichtsbarkeit (Patrimonialgerichtsbarkeit) verzichtet, darunter auch die Isenburger, deren Justizkanzleien in Meerholz (Gericht Langenselbold und Gericht Meerholz) und Wächtersbach (Gericht Birstein und Gericht Wächtersbach) bereits mit Ablauf des Jahres 1829 geschlossen wurden; das Amt Langenselbold gehörte damals noch zum Kreis Gelnhausen und kam erst 1830 zum Kreis Hanau.

## Bestandteile

Gemeinden und Kreisgrenze des ehemals kurhessischen Kreises Gelnhausen 1822–1829

Zum Kurfürstlich-Fürstlich-Isenburgischen Gericht Langenselbold gehörten 1822
- Hüttengesäß
- Langendiebach nebst dem Reußerhof und der Untermühle
- Langenselbold nebst den Höfen Bruderdiebach und Baumwiese; sodann der Geisfurth-Ried und Obermühle
- Lindenloch (Wüstung)
- Neuwiedermuß
- Ravolzhausen
- Rückingen